# Kreisleriana
Kreisleriana (op. 16) è un ciclo di pezzi per pianoforte composto nel 1838 da Robert Schumann, considerato un'opera chiave della letteratura pianistica romantica. Dedicato a Fryderyk Chopin, ha come sottotitolo Fantasie per pianoforte.  

## Storia e struttura

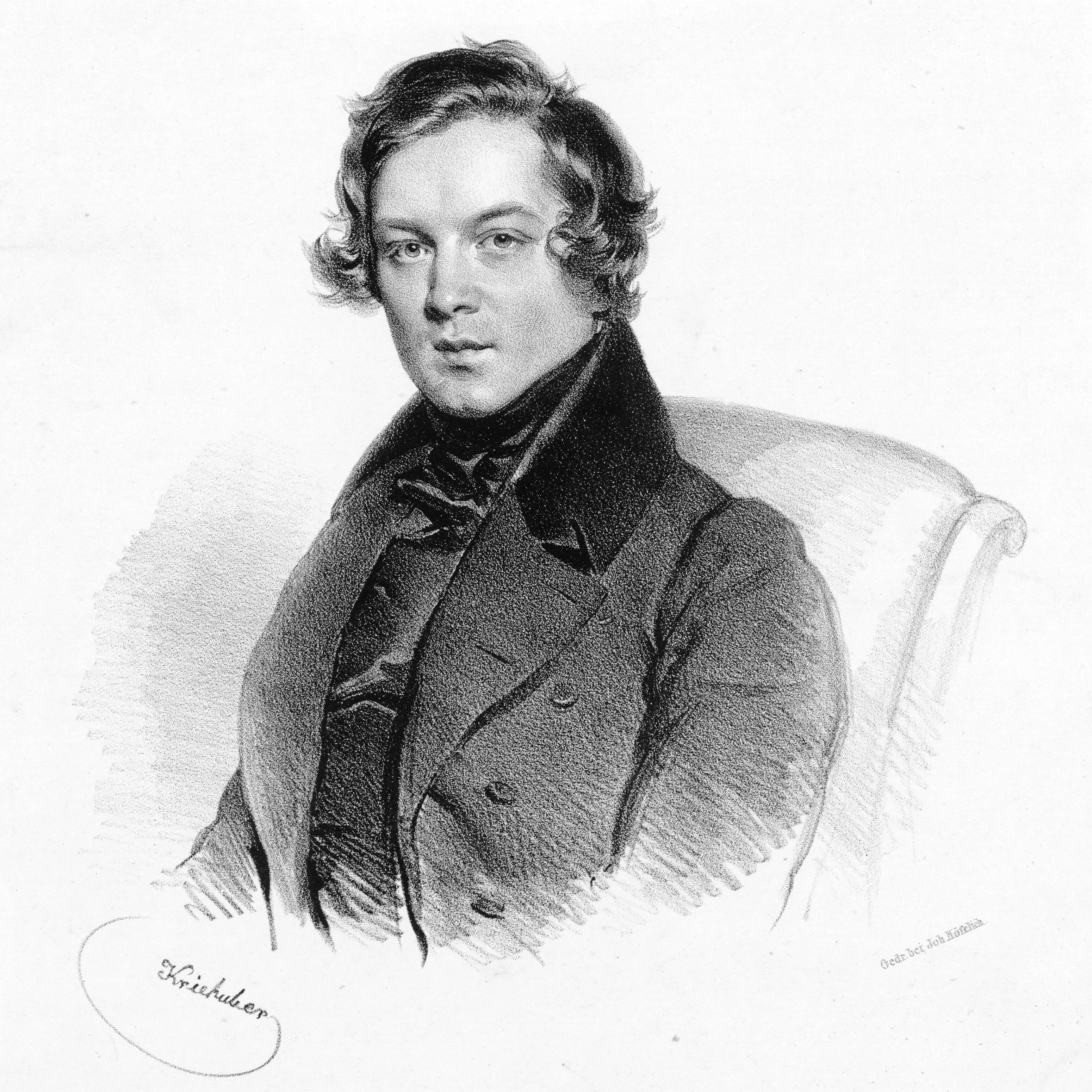
Robert Schumann nel 1839

Robert Schumann diede al ciclo il nome di Kreisleriana a titolo di citazione di un personaggio fittizio, il maestro di cappella Johannes Kreisler, creato da Ernst Theodor Amadeus Hoffmann per l'omonimo gruppo di novelle Kreisleriana, del 1813, che fa parte della raccolta Fantasiestücke in Callot's Manier.
La struttura dei Kreisleriana è in ogni caso alquanto originale nell'ambito del modo di comporre per pianoforte della prima metà dell'Ottocento. Sostiene Antonio Rostagno che
Secondo Robert Schumann, Kreisleriana era il suo miglior ciclo di composizioni per pianoforte.

## Movimenti
Il lavoro, la cui esecuzione dura circa mezz'ora, si compone di otto pezzi separati, con forte contrasto nei caratteri. Sei degli otto pezzi sono in sol minore o in si bemolle maggiore. 
- 1. Äußerst bewegt (Agitatissimo), re minore
- 2. Sehr innig und nicht zu rasch (Con Molta Espressione, Non Troppo Presto), si bemolle maggiore
- 3. Sehr aufgeregt (Molto agitato), sol minore
- 4. Sehr langsam (Lento Assai), si bemolle maggiore-re minore
- 5. Sehr lebhaft (Vivace Assai), sol minore
- 6. Sehr langsam (Lento Assai), si bemolle maggiore
- 7. Sehr rasch (Molto Presto), do minore-mi bemolle maggiore
- 8. Schnell und spielend (Vivace e Scherzando), sol minore